# Alchemilla microscopica
Alchemilla microscopica é uma espécie de rosácea do gênero Alchemilla, pertencente à família Rosaceae.